# Thomas Roth
Pour les articles homonymes, voir Roth.
Thomas Roth est un présentateur de journal télévisé allemand né le 21 novembre 1951 à Heilbronn.

## Biographie

### Jeunesse et études
Il grandit à Heilbronn et fréquente le lycée local Justinus-Kerner. Il étudie ensuite la littérature anglaise et l'allemand à Heidelberg.

### Carrière
Au début des années 1980, Thomas Roth travaille comme bénévole àSüddeutscher Rundfunk (en) et présente le programme pour la jeunesse Point sur la radio SDR 3 (de).
De 1988 à 1991, il est correspondant pour l'ARD et directeur de studio à Johannesburg, puis il travaille au studio de l'ARD à Moscou.
En 1995, il est directeur de la radio WDR, avant de retourner à Moscou en 1998 pour quatre ans en tant que directeur de studio.
Le 1er mai 2002, Thomas Roth reprend le poste d'animateur et de rédacteur en chef du studio de l'ARD à Berlin.
Depuis le 1er avril 2007, il est à nouveau à la tête du studio de l'ARD à Moscou.
De décembre 2008 à l'été 2013, il dirige le studio ARD de New York.
Depuis le 5 août 2013, Thomas Roth est l'animateur de Tagesthemen, succédant à Tom Buhrow (en). En avril 2016, il est annoncé qu'il quitterait l'émission et prendrait sa retraite. Son successeur est Ingo Zamperoni (en).

### Engagement associatif
Thomas Roth est membre de l'organisation Reporters sans frontières et a tenu à l'Académie des arts de Berlin, le 25 septembre 2014, un discours à l'occasion du 20e anniversaire de la création de la section allemande de l'organisation.

## Œuvres
- (de) Südafrika. Die letzte Chance, Vienne, Erdmann by Thienemanns, 1991, 316 p. (ISBN 978-3-522-65310-7, OCLC 25828095)
- (de) Russisches Tagebuch. Eine Reise von den Tschuktschen bis zum Roten Platz, Munich, List, 1995, 286 p. (ISBN 978-3-471-78577-5, OCLC 52970625)
- (de) Russland. Das wahre Gesicht einer Weltmacht, Munich, Piper, 2008 (ISBN 978-3-492-05103-3, OCLC 228041883), p. 331

## Récompenses et distinctions
- 1995 : Prix Hanns Joachim Friedrichs (en)
- 1996 : Prix Friedrich Joseph Haass
- 2009 : Schweizerisch-Russischer Journalistenpreis
- 2009 : Prix de la liberté de Nova Civitas (en)